# Run the World (Girls)
Run The World (Girls) är en låt gjord av Beyoncé Giselle Knowles. Låten ingår i hennes fjärde album 4 som kom ut år 2011. Låten i sig kom ut den 21 april 2011. Den var lite annorlunda då Beyoncé kände för att testa något nytt, nämligen att blanda olika kulturer och epoker. Låtens budskap var att ge kvinnor styrka. Den 18 april läcktes en demo av låten ut på internet men detta hindrade inte USA:s radio att spela låten den 21 april 2011.